# 4660 Нереј
4660 Нереј (енгл. 4660 Nereus) је Аполо астероид са пречником од приближно 0,33 .
Афел астероида је на удаљености од 2,024 астрономских јединица (АЈ) од Сунца, а перихел на ,952 АЈ.
Ексцентрицитет орбите износи 0,360, инклинација (нагиб) орбите у односу на раван еклиптике 1,432 степени, а орбитални период износи 663,299 дана (1,816 годину).
Апсолутна магнитуда астероида је 18,2 а геометријски албедо 0,55.
Астероид је откривен 28. фебруара 1982. године.